# Communauté d'agglomération nouvelle
Pour un article plus général, voir Établissement public de coopération intercommunale.
Pour les articles homonymes, voir CAN.
Une communauté d’agglomération nouvelle (CAN) est un ancien type d’intercommunalité à caractère administratif française.
Créé par la loi portant modification du statut des agglomérations nouvelles (dite « Rocard »), l’établissement public de coopération intercommunale (EPCI) qu’est la communauté d’agglomération nouvelle apparaît en 1983. N’ayant été employé par aucun regroupement de communes, il disparaît en 2010 à la suite de la loi de réforme des collectivités territoriales.

## Histoire
Le projet de création du statut de communauté d’agglomération nouvelle est présenté à l’occasion du Conseil des ministres du 21 juillet 1982.
Relié sémantiquement à celui de syndicat d’agglomération nouvelle (SAN) issu de la loi du 10 juillet 1970, le statut de communauté d’agglomération nouvelle découle de la loi du 13 juillet 1983 portant modification du statut des agglomérations nouvelles, acte législatif modifiant également le premier. Selon les termes de la loi, les agglomérations nouvelles ont pour objectif « un meilleur équilibre social, économique et humain des régions à forte concentration de population » ; elles sont mises sur pied par l’État dans le cadre du Plan avec l’aide de la région et du département,.
Le statut disparaît du Code général des collectivités territoriales à la suite de la loi du 16 décembre 2010 de réforme des collectivités territoriales.

## Fonctionnement

### Processus de création
La création d’une communauté d’agglomération nouvelle est permise par une succession d’étapes dans lesquelles l’État est un acteur essentiel. En effet, le préfet, représentant de l’État (dit « commissaire de la République » à l’époque de la promulgation de la loi de 1983), arrête la liste des communes intéressées ainsi que le périmètre d’urbanisation après consultation. En cas de désaccord entre les parties, un décret est pris en Conseil d’État.
Plusieurs solutions sont alors offertes aux conseils municipaux des communes concernées, qui doivent alors se prononcer à la majorité qualifiée pour l’érection d’une nouvelle entité :
- soit une commune :
  - créée par fusion simple,
  - créée par association,
  - transformée en structure unique par fusion simple de communes et portions de communes dans le périmètre d’urbanisation ;
- soit une communauté d’agglomération nouvelle ;
- soit un syndicat d’agglomération nouvelle.

### Organisation
Établissement public de coopération intercommunale (EPCI) à caractère administratif, la communauté d’agglomération nouvelle (CAN) détient une institution chargée des délibérations : le conseil d’agglomération. Ce dernier se constitue de délégués des communes membres élus au suffrage universel direct en fonction du poids démographique de chaque entité municipale, mode de scrutin pouvant être assimilé à celui des conseils municipaux. Toutefois, une commune ne peut être représentée par des délégués représentant plus de la moitié du conseil d’agglomération. Un président et des vice-présidents sont désignés par le conseil pour les missions d’exécution.

### Compétences
Les communautés d’agglomérations nouvelles exercent les compétences suivantes :
- programmation et investissement en matière d’urbanisme, de logement, de transports, de réseaux divers, de création de voies nouvelles et de développement économique ;
- investissement pour réaliser des équipements nécessaires aux urbanisations nouvelles ;
- gestion des équipements d’intérêt commun ;
- gestion de services et exécution de tous travaux ou études pour le compte des communes membres.